# Штрипекке, Кордула
Кордула Стрипеске (родилась 25 апреля 1963 года в городе Эрфурт) — немецкая спортсменка по гребному слалому. Принимала участие в соревнованиях по гребному слалому с конца 1980-х до конца 1990-х годов.

## Спортивные достижения
Кордула Стрипеске завоевала четыре медали на чемпионатах мира по гребному слалому, организованных Международной федерацией каноэ: золотую медаль (дисциплина К-1 команда: 1997) и три бронзовые медали (К-1: 1991, 1995; К-1 команда: 1995).
Принимала участие на двух летних Олимпийских играх. Её лучшим результатом было шестое место в дисциплине К-1 в Барселоне на летних Олимпийских играх 1992.
В 1993 году она была первой на Кубке мира. Завоевывала две медали на чемпионате Европы (1 серебро и 1 бронза).